# خودرو به شبکه

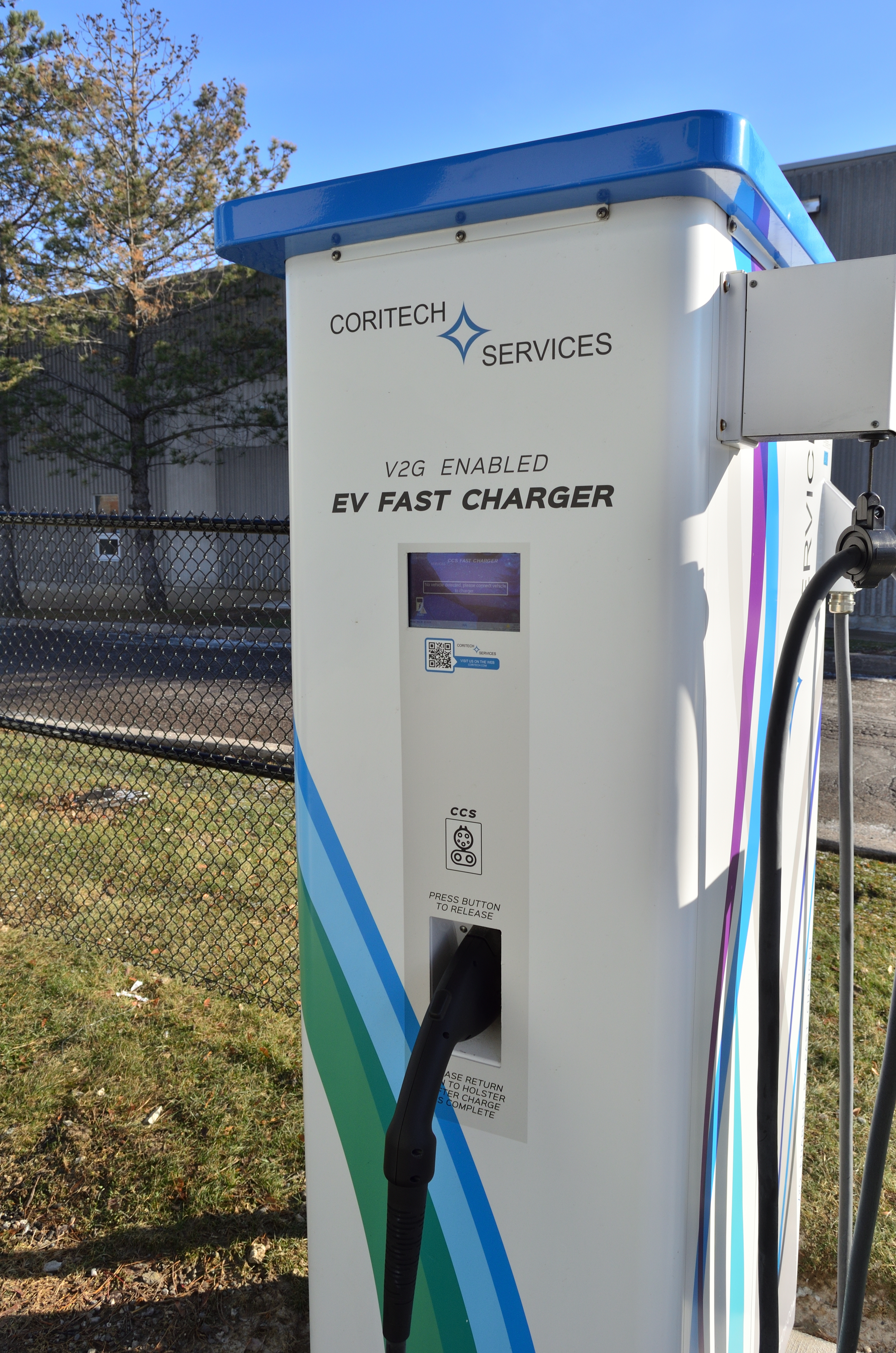

خودرو به شبکه (به انگلیسی: Vehicle-to-grid) بیانگر سیستمی است که در آن خودروهای برقی قابل شارژ توانایی مخابره اطلاعات با شبکه برق را در راستای ارائه توان الکتریکی (دشارژ)، یا تنظیم میزان شارژ خودرو دارند.
خودرو به شبکه برای خودروهای برقی قابل شارژ، با امکان دریافت و ارسال انرژی امکان‌پذیر می‌باشد. از آنجایی که در بیشتر طول روز این گونه خودروها در پارکینگ هستند، امکان مناسبی برای استفاده از باتریشان فراهم می‌شود. در واقع خودروهای الکتریکی با در اختیار قرار دادن روند شارژ خودروهای خود به مدیریت شبکه برق امکان سوددهی مالی برای خود و مدیران شبکه را فراهم می‌کنند. این سیستم همچنین می‌تواند به عنوان منبع ذخیره انرژی کوتاه مدت مورد بهره‌برداری شبکه‌های توزیع برق قرار گیرد.

## تاریخچه
شرکت AC Propulsion Inc برای نخستین بار اصطلاح V2G را برای فناوری خودرو به شبکه نام‌گذاری نمود.
اتصال خودروهای الکتریکی به شبکه بحث عمده پروژه‌های تحقیقاتی امروز در سراسر دنیا می‌باشد، در حالیکه بسیاری از کشورهای جهان تا رسیدن به مرحله بهره‌برداری از این فناوری دو دهه فاصله دارند و همچنان چالش‌ها، فرصت‌ها و ساختارهای نهادی اجرایی این فناوری مورد مطالعه قرار می‌گیرند.

## مزایا
خودرو به شبکه درحالی‌که پشتیبان مطمئنی برای منابع انرژی تجدیدپذیر است، می‌تواند فرصت‌های جدیدی هم‌چون جبران توان راکتیو، تنظیم توان واقعی، تنظیم بار، اوج مصرف (پیک) زدایی و فیلتر کردن هارمونیک‌های جریان در اختیار شرکت‌های توزیع قرار دهد. این فناوری توانایی ارائه خدمات جانبی مانند کنترل فرکانس را داراست و می‌تواند در بهبود شاخص‌های بهره‌وری شبکه، قابلیت اطمینان و پایداری مؤثر باشد.

## محدودیت‌ها
یکی از عمده چالش‌های پیش روی طراحان سیستم خودرو به شبکه، تأثیرات منفی چرخه‌های شارژ و دشارژ باتری، ناشی از مشارکت در سرویس خودرو به شبکه، بر روی عمر مفید باتری است. به بیان بهتر، در فرایند طراحی سیستم‌های مدیریت انرژی مبتنی بر فناوری خودرو به شبکه، می‌بایست محدودیت‌های لازم جهت کمینه کردن تأثیر منفی چرخه‌های شارژ و دشارژ در نظر گرفته شود.
از دیگر محدودیت‌های موجود در پیش روی، میزان علاقه‌مندی صاحبان خودروهای برقی برای مشارکت در این شیوه جدید شارژ می‌باشد، با توجه به اینکه فردی که قرارداد V2G را برای فرایند شارژ خودروی خود انتخاب می‌کند باید در انتظار بیشتری برای رسیدن به شارژ دلخواه خود باشد.
به این موانع باید مقاومت صنعت نفت و خودرو و نیز مسائل فرهنگی، سیاسی و اجتماعی را نیز افزود.

## طبقه‌بندی
خودرو به شبکه شکلی از فناوری باتری به شبکه است که در مورد خودروی برقی مصداق دارد. در حال حاضر سه شکل از مفهوم خودرو به شبکه وجود دارد:
- خودروی برقی دوگانه، با انرژی حاصل از سوخت قابل ذخیره، برق را به منظور استفاده شرکت توزیع در زمان اوج مصرف تولید می‌کند. در واقع در این شکل خودروی برقی به صورت منبع تولید پراکنده عمل می‌کند.
- خودرو اتصال برقی دوگانه‌سوز که از باتری قابل شارژ استفاده می‌کند برق مورد نیاز شبکه را در زمان اوج مصرف تولید می‌کند. این خودروهای در زمانی غیر از اوج مصرف امکان شارژ دوباره با تعرفه کمتر را دارند. در این شکل خودور به صورت سامانه ذخیره باتری توزیع‌شده عمل می‌کند
- خودروی خورشیدی که از ظرفیت شارژ خود در حالت شارژ کامل برای تأمین برق شبکه استفاده می‌کند. در این حالت خودرو به شکل منبع انرژی تجدیدپذیر عمل می‌کند

## نمونه عملی
با توجه به گزارش پژوهش پیش‌بینی بازار خودرو برقی Navigant، تا سال ۲۰۱۷، بیشتر از ۱ میلیون خودرو اتصال برقی دوگانه‌سوز در جاده‌های آمریکا، وجود خواهد داشت که در مجموع به‌طور بالقوه باعث افزایش اوج مصرف در شبکه برق خواهد شد.
با این حال، به لطف فناوری جدید جهت مدیریت هوشمند شارژ خودرو، آن‌ها با هزینه کمی، به دارایی مهمی برای شبکه برق تبدیل می‌شوند. خودروسازان نمی‌خواهند خودرو اتصال برقی دوگانه‌سوز، شبکه برق را مختل کنند و تمایل دارند مصرف کنندگان تا جایی که ممکن است کمترین مبلغ را برای برق پرداخت کنند، بنابراین، بسیاری از شرکت‌ها به یکپارچه‌سازی فناوری خودروی برقی خود با شبکه برق می پرداند.
به عنوان مثال، کادیلاک ELR ۲۰۱۴ شرکت جنرال موتور، دارای سخت‌افزار و نرم‌افزاری است که این خودرو را قادر می‌سازد که تعرفه برق را دریافت و به آن واکنش مناسب بدهد.
خصوصیات شبکه هوشمند برای این خودرو عبارتند از:
- پاسخ به تقاضا: API یک سرویس انتخاب در آینده است که مشتریان را قادر می‌سازد پول خود را بیشتر ذخیره کنند.
- نرخ زمان استفاده: از طریق سیستم OnStar، ELR می‌تواند قیمت پویای زمان استفاده از برق را دریافت کرده و گزینه‌های مناسب را انتخاب کند و یک برنامه قیمت برای برنامه‌ریزی زمان‌های شارژ خودرو بفرستد.
- داده‌های شارژ: جنرال موتور، داده‌های خودروهای برقی را از جمله: مکان ایستگاه‌های شارژ، جمع‌آوری می‌کند تا اطلاعات مفیدی دربارهٔ سناریوی بالقوه شارژ، برای تأسیسات برقی، ارائه کند.

فورد، کرایسلر، و دیگران به وسیله ردیابی این که کی، کجا، و چگونه وسایل نقلیه شارژ می‌شوند، با اپراتورهای شبکه همکاری می‌کنند.
براساس گزارش اخیر تحقیقات Navigant، فناوری خودرو به شبکه، محبوبترین نرم‌افزار پاسخ به تقاضا خواهد بود که در آن مشتریان انرژی، به‌طور داوطلبانه هنگامی که شبکه تحت فشار است، تقاضا را کاهش می‌دهند.